# Seznam dílů seriálu O krtkovi
Toto je seznam dílů seriálu O krtkovi. Volná série krátkých animovaných filmů O krtkovi vznikala postupně v dlouhém období mezi lety 1957 až 2002 a jejím autorem je Zdeněk Miler. Celkem bylo natočeno 49 krátkých snímků v délce od 5 až po 28 minut. První dva díly byly téměř čtvrthodinové, v druhé polovině 60. let a v letech 70. pak vznikaly filmy v délce mezi 5 až 10 minutami. V 80. letech a první polovině 90. let vzniklo šest filmů téměř půlhodinových a poté se délka ustálila kolem 5–6 minut. Česká televize vysílá kratší díly v rámci Večerníčků.
Krátký film Praha vydal seriál v letech 2000–2002 na pěti DVD pod názvem Krtkova dobrodružství (distributor: Centrum českého videa). V souboru nebyl obsažen jen první, mluvený film. Ten pak vyšel v roce 2004 na samostatném 80minutovém DVD Krtek a kalhotky spolu s výběrem dalších 9 dílů (vydavatel a distributor: Země pohádek).
V seznamu jsou díly řazeny podle roku výroby, a pak podle abecedy v případě kdy vzniklo více dílů v jednom roce. Při vysílání ve Večerníčku neexistuje žádné přesné pořadí, pořadí dílů je skoro vždy trochu jiné (a výběr epizod, které budou odvysílány také). Sice existují ustálenější (ale ne pevně dodržované) sekvence vysílacího pořadí u několika dílů, ale tyto nedodržují rok výroby. Řazení na DVD je náhodné.

## Seznam dílů
| Pořadí | Název                                                | Rok vzniku | Premiéra ve Večerníčku | Řazení na DVD | Délka (v minutách) |
| --- | ---------------------------------------------------- | ---------- | ---------------------- | ------------- | ------------------ |
| 1 | Jak krtek ke kalhotkám přišel Krtek a kalhotky (DVD) | 1957       | 28. dubna 1979         |               | 13:04              |
| Krtek najde mnoho zajímavých předmětů, ale nedokáže je pobrat. Uvidí na šňůře kalhoty s kapsami a chce si je také pořídit. Kytička lnu mu poradí, jak na to. Krtek tedy sklidí len a za pomoci zvířátek postupně získá ze lnu nitě (čáp naláme, na ježkovi vyčeše), plátno (utkají mravenci), nastříhané díly (rak) a rákosník mu je ušije. |                                                      |            |                        |               |                    |
| 2 | Krtek a autíčko                                      | 1963       | 29. dubna 1979         | 2-01          | 14:26              |
| Krtek obdivuje ve městě auta. Poté, co najde rozbité autíčko, které zlobivý kluk rozmlátil, s ním zajede do autoopravny a s opraveným autíčkem jezdí. |                                                      |            |                        |               |                    |
| 3 | Krtek a raketa                                       | 1965       | 5. dubna 1975          | 1-03          | 8:22               |
| Krtek najde na pískovišti model rakety, vleze do ní a raketa s ním letí. Po krátké době však spadne na pustý ostrov a zbytky rakety končí v moři. Za pomoci kraba najde téměř všechny trosky a raketu znovu sestaví. Poslední chybějící díl najde spolu s mušlemi, želvami a rybičkami v tašce, kterou zde má (na pustém ostrově!) odložen potápějící se kluk. Krtek stačí odletět na poslední chvíli. |                                                      |            |                        |               |                    |
| 4 | Krtek a tranzistor                                   | 1968       | 24. května 1975        | 1-08          | 8:12               |
| Krtek najde tranzistorové rádio. Pouští si muziku i sportovní přenosy (komentuje Strýček Jedlička), ale ostatní zvířátka nesdílejí jeho nadšení a utečou z lesa pryč. Smutný osamělý krtek zakope rádio a zvířátka se vrátí. |                                                      |            |                        |               |                    |
| 5 | Krtek a zelená hvězda                                | 1969       | 19. dubna 1975         | 1-05          | 6:57               |
| Krtek najde zelený drahokam. Usoudí, že se jedná o spadenou hvězdu, a snaží se jí dostat zpět na oblohu. Hvězdu ukradne straka, ale Krtek ji znovu najde a nakonec se hvězda na oblohu dostane. |                                                      |            |                        |               |                    |
| 6 | Krtek a žvýkačka                                     | 1969       | 17. května 1975        | 1-04          | 7:26               |
| Krtek najde žvýkačku, která se na něj přilepí. S pomocí myšky se jí neúspěšně snaží zbavit. Náhle krtka sebere kráva, v hubě oddělí krtka od žvýkačky, krtek uniká a kráva přežvykuje žvýkačku. |                                                      |            |                        |               |                    |
| 7 | Krtek v ZOO                                          | 1969       | 10. května 1975        | 1-07          | 6:09               |
| Krtek vyleze v zoologické zahradě, potkává různá zvířata, a nakonec pomáhá lvovi od bolavého zubu. |                                                      |            |                        |               |                    |
| 8 | Krtek zahradníkem                                    | 1969       | 26. dubna 1975         | 1-01          | 6:59               |
| Je hrozné vedro. Krtek odpočívá ve stínu, ale kápne na něj voda z porouchané hadice. Zjistí, že voda zalévá květinový záhon, ale kvůli bouli, která se na hadici vytvořila, nejde voda na květiny a ty vadnou. Voda začne unikat z hadice, krtek se jí snaží opravit, ale hadice praskne - ucpala ji žába. Spolu s myškou však květiny zachrání - vykope zavlažovací příkop. |                                                      |            |                        |               |                    |
| 9 | Krtek a ježek                                        | 1970       | 7. června 1975         | 1-09          | 8:34               |
| Krtek vyleze uprostřed louže, kterou odvodní a odnáší z ní kameny. Mezitím se mu posmívá ježek. Ježek je však lapen a donesen do školního kabinetu. Krtek s myškou se vydávají na záchrannou výpravu, ježka osvobodí a ježek je následně zachrání před zlým kocourem. |                                                      |            |                        |               |                    |
| 10 | Krtek a lízátko                                      | 1970       | 3. května 1975         | 1-06          | 8:10               |
| Krtek nachází mezi odpadky, které nechaly v parku děti, i lízátko. Neví, co s ním, zkouší jej použít jako tenisovou raketu, jako lopatku i jako dopravní značku. Celou dobu se mu posmívají vosy, které se ale na lízátko přilepí. Dvě z nich se dokážou odlepit samy, ale třetí až s krtkovou pomocí. |                                                      |            |                        |               |                    |
| 11 | Krtek a televizor                                    | 1970       | 14. června 1975        | 1-10          | 5:30               |
| Krtek vyleze na zahradě, kde zahradník pěstuje květiny. Ten však po spatření krtka začíná divokou honičku, při které je zničena celá zahrada. Podle rady v televizi (Zničit krtka!) odejde zahradník nakoupit jed. Než se však vrátí, Krtek s myškou dají celou zahradu do původního stavu. Zahradník zahazuje jed a s Krtkem se usmíří. |                                                      |            |                        |               |                    |
| 12 | Krtek a paraplíčko                                   | 1971       | 31. května 1975        | 1-02          | 7:11               |
| Krtek najde na skládce deštník, opraví jej a používá jej postupně jako loďku, padák i slunečník. Když pod slunečníkem rozdává zvířátkům ukradený meloun, všimne si jej prodavač melounů a začne jej honit. Krtek ale uteče a prodavač se zamotá do vlastního vozíku a ujede. Pak začne pršet a krtek se se zvířátky schovají pod deštník. |                                                      |            |                        |               |                    |
| 13 | Krtek malířem                                        | 1972       | 12. dubna 1975         | 2-11          | 9:17               |
| Krtek najde v lese spoustu plechovek s barvami. Do jedné spadne, a jak je červený, uteče před ním zlý lišák. Postupně pomaluje všechny zvířátka i celý les, a zlý lišák ve strachu uteče. |                                                      |            |                        |               |                    |
| 14 | Krtek a koberec                                      | 1974       | 30. prosince 1982      | 2-02          | 5:22               |
| Krtek nachází kouzelný létající koberec. |                                                      |            |                        |               |                    |
| 15 | Krtek a muzika                                       | 1974       | 5. ledna 1987          | 2-14          | 5:00               |
| Myška přichází ke Krtkovi, který poslouchá gramofon. Venku je ale strašný vítr, takže když krtek otevře dveře, vítr rozbije gramofon i desku. Krtek je smutný, ale pak zjistí, že když ptáčci hrají na hudební nástroje, padají z nich noty. Spolu s myškou noty posbírají, udělají těsto a z něj poslepují novou desku, kde se střídají ptačí nástroje. |                                                      |            |                        |               |                    |
| 16 | Krtek a telefon                                      | 1974       | 1. ledna 1983          | 2-10          | 5:12               |
| Krtek během kopání slyší zvonění. Nemůže přijít na to, co zvoní, až najde nějaký kabel. Pokouší se ho vytáhnout a nakonec vykope telefon. Hraje si s ním, ale telefon začne zvonit. Pak krtek vytočí nějaké číslo, ozve se „haló, haló“. Když telefon začne štěkat, krtek uteče, ale pak přijde s kostí a telefon se zklidní. Když začne telefon křičet, polije ho krtek vodou a telefon nastydne. Pak ho zabalí do šály a deky a telefon usne, ale chrápe. Pak krtek vytočí jiné číslo, ozve se hudba a on může nerušeně spát. |                                                      |            |                        |               |                    |
| 17 | Krtek a zápalky                                      | 1974       | 2. ledna 1987          | 2-08          | 5:08               |
| Krtek při sbírání kaštanů najde krabičku zápalek. Spolu s myškou používají krabičku jako stolek, houpačku i lodičku. Když jde krtek na lodičce pro mrkev, myška ze zápalek a kaštanů vyrobí stoličky a stolek. Poté se chvíli tahají o mrkev, načež ji nastrouhají na slupce od kaštanu. Pak vyrobí z krabičky autíčko a jedou s kopce. Autíčko však jízdu nevydrží a během letu krabička zapálí sirky, které původně sloužily jako nohy od stolu. Krtek s myškou se pak dlouho do noci u hořících zápalek ohřívají.            |                                                      |            |                        |               |                    |
| 18 | Krtek hodinářem                                      | 1974       | 10. ledna 1987         | 2-13          | 5:08               |
| Krtek objeví na stromě kukačkové hodiny. Houpe se na kyvadle, ale zlomyslná kukačka jej obtěžuje. Pak hodiny spadnou na zem a rozbijí se. Krtek dává hodiny dohromady, ale kukačka stále nekuká. Když zkusí strčit do hodin peříčko, hodiny jej rozcupují. Pak tam strčí šroubovák, ze kterého hodiny udělají chybějící péro. Krtek jej do hodin vloží a hodiny začnou fungovat. Krtek pak spolu s kukačkou hrají kuličky. |                                                      |            |                        |               |                    |
| 19 | Krtek chemikem                                       | 1974       | 27. prosince 1982      | 2-07          | 5:25               |
| Krtek najde chemickou soupravu, experimentuje s chemikáliemi, až udělá směs, která chrlí různobarevné kostky. V poslední chvíli postříká kostky jinou chemikálií, a kostky se rozpustí. |                                                      |            |                        |               |                    |
| 20 | Krtek a buldozer                                     | 1975       | 13. ledna 1987         | 2-09          | 5:43               |
| Krtek zachrání záhon květin před buldozerem, který zde staví silnici. Krtek vykope jámu, do které buldozer spadne, a mezitím vytyčí trasu okolo. |                                                      |            |                        |               |                    |
| 21 | Krtek a karneval                                     | 1975       | 31. prosince 1982      | 2-05          | 5:14               |
| 22 | Krtek a vejce                                        | 1975       | 3. ledna 1987          | 2-06          | 5:15               |
| Krtek nachází vejce, ale neví, čí je. Pak uvidí plata vajec, která jedou do továrny. Spolu s vejcem se k nim přidá, ale z vejce se vyklube kuře. Společně projíždějí továrnou na výrobu sušenek a nakonec nalézají plačící slepici, která je ráda, že se kuře našlo. |                                                      |            |                        |               |                    |
| 23 | Krtek fotografem                                     | 1975       | 29. prosince 1982      | 2-12          | 5:33               |
| Myška má fotoaparát. Krtek se jej snaží získat, tak nabízí myšce výměnou různé věci, až se mu podaří jej vyměnit za kočku na klíček. Krtek chce vyfotit žabky, ale ze stromu spadne kaštan a fotoaparát rozbije. Krtek nakonec místo focení maluje zájemce na zadní stranu fotopapírů. |                                                      |            |                        |               |                    |
| 24 | Krtek na poušti                                      | 1975       | 28. prosince 1987      | 2-04          | 5:35               |
| 25 | Krtek o Vánocích Krtek o vánocích                    | 1975       | 26. prosince 1982      | 2-03          | 5:26               |
| 26 | Krtek ve městě                                       | 1982       | ve Večerníčku nikdy    | 3-01          | 28:28              |
| 27 | Krtek ve snu                                         | 1984       | ve Večerníčku nikdy    | 3-02          | 28:01              |
| 28 | Krtek a medicína                                     | 1987       | ve Večerníčku nikdy    | 4-01          | 28:04              |
| 29 | Krtek filmová hvězda                                 | 1988       | ve Večerníčku nikdy    | 4-02          | 27:47              |
| Jeden z delších dílů. Krtkovi přijde pozvánka na filmové natáčení. Postupně natáčí s jednotlivými zvířátky z louky. |                                                      |            |                        |               |                    |
| 30 | Krtek a orel                                         | 1992       | ve Večerníčku nikdy    | 5-01          | 27:59              |
| 31 | Krtek a hodiny                                       | 1994       | ve Večerníčku nikdy    | 5-02          | 28:00              |
| 32 | Krtek a kachničky                                    | 1995       | 7. května 1996         | 3-03          | 5:21               |
| 33 | Krtek a kamarádi                                     | 1995       | 3. května 1996         | 3-04          | 5:19               |
| 34 | Krtek a oslava                                       | 1995       | 6. května 1996         | 3-05          | 5:20               |
| 35 | Krtek a robot                                        | 1995       | 5. května 1996         | 3-06          | 5:21               |
| 36 | Krtek a uhlí                                         | 1995       | 2. května 1996         | 3-07          | 5:20               |
| 37 | Krtek a weekend Krtek a víkend                       | 1995       | 4. května 1996         | 3-08          | 5:20               |
| 38 | Krtek a houby                                        | 1997       | 2. prosince 1998       | 4-05          | 5:20               |
| 39 | Krtek a maminka                                      | 1997       | 1. prosince 1998       | 4-03          | 5:20               |
| Krtek potkává zajíce a zaječici, sleduje jejich námluvy a po nějaké době asistuje zaječici u porodu. |                                                      |            |                        |               |                    |
| 40 | Krtek a metro                                        | 1997       | 27. listopadu 1998     | 4-07          | 5:20               |
| Krtek kope dlouhý tunel. Vzpomene si, že má schovaného robota z jednoho z předchozích dílů. Robot vykope tunel až k moři a krtek tam s myškou, ježkem a zajícem odjedou. Seznámí se s krabem, ale pak připluje žralok a spolkne zajíce. Robot se vydá za nimi a žraloka chytí, přitáhne ke břehu a donutí jej zajíce vyplivnout. Pak se společně vrací vláčkem tunelem nazpátek. |                                                      |            |                        |               |                    |
| 41 | Krtek a myška Krtek a potopa[zdroj⁠?!]                | 1997       | 29. listopadu 1998     | 4-08          | 5:19               |
| 42 | Krtek a sněhulák                                     | 1997       | 30. listopadu 1998     | 4-04          | 5:20               |
| 43 | Krtek a zajíček                                      | 1997       | 28. listopadu 1998     | 4-06          | 5:20               |
| 44 | Krtek a flétna                                       | 1999       | 4. listopadu 2002      | 5-03          | 5:16               |
| 45 | Krtek a pramen                                       | 1999       | 8. listopadu 2002      | 5-04          | 5:19               |
| 46 | Krtek a šťoura                                       | 1999       | 6. listopadu 2002      | 5-05          | 5:22               |
| 47 | Krtek a vlaštovka                                    | 2000       | 10. listopadu 2002     | 5-07          | 5:50               |
| 48 | Krtek a rybka                                        | 2000       | 5. listopadu 2002      | 5-06          | 5:17               |
| Krtek zachraňuje malou rybku před zlou štikou. |                                                      |            |                        |               |                    |
| 49 | Krtek a žabka                                        | 2002       | 11. listopadu 2002     | 5-08          | 5:20               |
| Krtek jede autem s myškou na diskotéku, do cesty jim vběhne neopatrná žába. Při havárii krtek málem zemře (myška s žabkou vrací dušičku do těla). Žabka jej pak ošetřuje a vše dobře dopadne. |                                                      |            |                        |               |                    |

Kromě toho vzniklo v roce 1998 třináct krátkých zhruba minutových skečů. V roce 2024 byly uveřejněny na portálu Stream.cz a odvysílala je i Česká televize.
- Krtek a bublifuk
- Krtek a dárek
- Krtek a dům pro myšku
- Krtek a houbový klobouk
- Krtek a myška na zahrádce
- Krtek a myška zlodějka
- Krtek a překvapení
- Krtek a smutná myška
- Krtek a šnek
- Krtek a včelka
- Krtek maluje myšku
- Krtek na dovolené
- Krtek rybářem

## Vydání na DVD
- Krtek a kalhotky a výběr z dalších dobrodružství (v papírovém obalu jako 60 Nejlepších večerníčků #1)
- Krtkova dobrodružství 1 (bez čísla v krabičce; s číslem v papírovém obalu jako 60 Nejlepších večerníčků #10)
- Krtkova dobrodružství 2 (v krabičce; v papírovém obalu jako 60 Nejlepších večerníčků #19)
- Krtkova dobrodružství 3 (v krabičce; v papírovém obalu jako 60 Nejlepších večerníčků #33)
- Krtkova dobrodružství 4 (v krabičce; v papírovém obalu jako 60 Nejlepších večerníčků #44)
- Krtkova dobrodružství 5 (v krabičce; v papírovém obalu jako 60 Nejlepších večerníčků #50)